# پیژما (ویاتکا)
پیژما (انگلیسی: Pizhma) یک رودخانه در استان کیروف کشور روسیه است.